# L'Or des autres
Pour plus de détails, voir Fiche technique et Distribution.
L'Or des autres est un film documentaire de Simon Plouffe, sur la mine Canadian de Malartic, à l'origine le projet Osisko, une mine à ciel ouvert en plein coeur de Malartic. 
Le film, sorti le 20 janvier 2012, démontre comment l'agrandissement de la mine Canadian Malartic en 2011 apporte des changements majeurs pour les habitants de la  ville.

## Synopsis
En 2011, la mine Canadian Malartic débute sa production commerciale  et devient rapidement la plus grosse mine à ciel ouvert au Canada. Plus tard dans l'année la mine Canadian Malartic décide d'agrandir sur le territoire de Malartic. Plusieurs habitants sont menacées de se faire éjectée de leur maison, ou bien leur maison vont être détruite.
Environ 30 maisons ont dû se faire déménager et environ 20 personnes ont vu leur maison se faire détruire. Plusieurs habitants sont restés dans leur maison pour défendre leurs droits.
Le documentaire explique la réaction des habitants face à ce changement. 

## Fiche technique
- Titre original : L'Or des autres
- Titre anglais : Other's Gold
- Réalisateur : Simon Plouffe
- Histoire et scénario : Simon Plouffe
- Décors : ville de Malartic
- Photographie : Simon Plouffe
- Production : Jeannine Gagné
- Société de production : Jeannine Gagné
- Société de distribution : amazone film
- Pays d'origine : Québec
- Genre : documentaire
- Durée : 60 minutes
- Date de sortie : 20 janvier 2012

### Contexte[2]
En 2009 le compagnie Osisko minière s'installe à Malartic et ouvre la plus grande mine à ciel ouvert du Canada.
En 2011, la mine Osisko devient la mine Canadian Malartic.

La mine Canadian Malartic est devenue la propriété exclusive de Mines Agnico Eagle Limitée le 31 mars 2023.
«[…] je suis originaire de l'Abitibi Témiscamingue, de Rouyn-Noranda. en 2007, j'ai vue dans les médias qu'on parlait d'un déménagement et d'un projet minier en plein cœur de la ville de Malartic. On parlait de déménager des maisons, peut-être même démolir l'église […] je trouvais que c'était assez absurde, même je pensais que c'était quasiment un canular» -Simon Plouffe 